# Гельштейн, Гдаль Григорьевич
Гдаль Григорьевич Гельштейн (1917, Островно — 1989, Москва) — советский учёный в области кардиологии. Доктор медицинских наук, профессор. Заслуженный деятель науки РСФСР. Подполковник медицинской службы запаса.

## Биография
В 1950 организовал и возглавил лабораторию функциональной диагностики в Институте сердечно-сосудистой хирургии им. А.Н.Бакулева АМН СССР. В 1956 основал и возглавил лабораторию электрокардиографии и фонографии Института грудной хирургии АМН СССР.

Автор более 200 научных работ, в том числе 5 монографий.

## Научные труды
- « Изменения электрокардиограммы во время оперативного расширения левого атриовентрикулярного отверстия»
- «Изменения электро-и фонокардиограммы при синдроме гипоплазии правого желудочка сердца» (1987)

## Семья
- Жена — Вита Ильинична (Иделевна) Гельштейн (1921) — онколог.
- Дядя — Элиазар Маркович Гельштейн (1897–1955) — терапевт. Заслуженный деятель науки РСФСР.